# Mystique (truyện tranh)
Mystique (Raven Darkholme) là một người đột biến có khả năng biến hình. Thân thế hoàn toàn là một ẩn số, Mystique được biết đến như là lãnh đạo của nhóm Brotherhood of evil mutants thế hệ hai. Mặc dù sau khi nhóm tan rã, Mystique vẫn là một kẻ nguy hiểm khi hành động độc lập.
Mystique còn là mẹ ruột của X-men Nightcrawler và mẹ nuôi của X-men Rogue.
Mystique là một lãnh đạo bẩm sinh, có kĩ thuật chiến đấu tốt, đặc biệt cô ta là bậc thầy về sử dụng các vũ khí và máy móc hiện đại.
Đặc biệt, Mystique là một trong những nhân vật đầu tiên của Marvel là người lưỡng tính khi đồng thời có các mối quan hệ với những người đàn ông (Sabretooth) nhưng tình yêu lớn của Mystique là một phụ nữ khác - Destiny.

## Tiểu sử

### Destiny
Tuổi thật của Raven không được tiết lộ nhưng cuộc gặp gỡ đầu tiên giữa Raven và Destiny được xác định là vào đầu thế kỷ 20. Chi tiết đó không ghi rõ nhưng ta biết quá khứ của Destiny - tức Irene Adler. Irene là một dị nhân người Áo có tài tiên tri. Thời trẻ, bà ta có đưa ra 13 lời tiên đoán vào cuối thế kỷ 20 và đầu thế kỷ 21. Sau đó, bà bị mù và ám ảnh bởi các hình ảnh lộn xộn trong lương lai. Bà gia nhập nhóm của Raven với mục đích giải mã và ngăn chặn những sự việc khủng khiếp xảy ra trong tương lai. Hai người phụ nữ trở thành bạn thân rồi người yêu. Họ nhận ra với khả năng của họ không thể thay đổi tương lai được.
Tác giả từng tiết lộ dự định cho Raven và Irene làm bố mẹ theo đúng nghĩa của Nightcrawler do Raven có thể biến thành đàn ông. Nhưng ý tưởng bị Marvel bác bỏ do thời đó, các nhân vật đồng tính và lưỡng tính không được hoan nghênh.

### Gián điệp
Trong nhiều thập kỷ, Raven và Irene đi rất nhiều nơi. Họ có cuộc đụng độ với Shadowcat và Rachel Summers- hai người đến từ chiều không gian khác. Họ đến đây để ngăn chặn âm mưu của Baron Wolfgang von Strucker, điệp viên Đức quốc xã và Geist, thành viên Đức quốc xã và đồng minh Amahl Farouk - tức Shadow King. Cả ba âm mưu ép vua Anh nhường ngôi cho Oswald Mosely - thành viên phát xít Anh. Raven và Irene còn gặp Logan, cũng đến từ chiều không gian khác và khuyên anh ta và Shadowcat dẹp bỏ ý định ám sát Adolf Hitler: "Chúng ta đã được học để giết. Nhưng quan trọng hơn, chúng ta đã học cách không giết và phân biệt sự khác nhau." 
Irene thông báo rằng cô ấy đã quyết định làm quản thư ở phòng thí nghiệm hạt nhân Alamogordo ở New Mexico. Dù không biết mục đích của Irene nhưng Raven vẫn tin tưởng và không hỏi thêm điều gì.

### Sabertooth
Raven gặp Victor Creed, tức Sabretooth, lúc cô ta đang sử dụng thân phận điệp viên Đức bí mật Leni Zauber. Cả Leni và Victor đều tham gia vụ ám sát một nhà khoa học ở Đông Berlin và sau đó cả hai bỏ trốn. Họ yêu nhau, sau đó cô giả chết để bỏ Victor.
Kết quả của việc này là việc sinh ra Graydon Creed. Sau đó, Raven cho người nhận nuôi Graydon. Graydon học ở một trường nội trú nhưng Raven vẫn luôn theo sát anh ta đến lúc trưởng thành. Raven thất vọng khi nhận ra Graydon dù là con của hai dị nhân nhưng lại là người thường và bỏ rơi anh ta. Graydon thù ghét dị nhân. Anh lãnh đạo hội Friends of Humanity và là một chính khách. Sự nghiệp chính trị đang lên thì anh ta bị ám sát bởi một tay súng bí mật, có lẽ là một bản thể của Raven đến từ chiều thời gian khác.

### Nightcrawler
Trong nhiều năm, Raven được xem là mẹ của Nightcrawler nhưng độ chính xác chưa bảo đảm. Sau này, người cha là Azazel, một dị nhân bí hiểm có vẻ là hiện thân của Satan, được tiết lộ.
Cùng lúc này, Raven đã kết hôn với Baron Christian Wagner, một nguồn tin khác cho biết tên anh ta là Count Eric Wagner - một quý tộc Đức giàu có. Anh ta tỏ ra là một người chồng tốt nhưng là một người tình đáng thất vọng. Sự khô khan của anh ta làm cuộc hôn nhân của họ lung lay. Raven bắt đầu dùng các hình dạng khác để quan hệ với những người đàn ông khác. Có vẻ như cô ta đang tìm một người giống như Victor Creed. Cô ta muốn thỏa mãn chuyện ấy và có một đứa con. Và rồi cô ta bị cuốn hút bởi Azazel, một dị nhân được cho rằng đến từ hòn đảo La isla des Demonas của vùng Bermuda. Anh ta có khả năng thay đổi hình dạng và di chuyển nhanh trong không gian(teleport). Sau này anh ta còn tiết lộ mình là bất tử và có một người con là dị nhân Ai Cập Nephilim, hành động vào 9000 năm trước CN. Hình dạng thực sự của anh ta là tóc đen, mắt vàng, da đỏ và đôi tai nhọn. Anh ta được xem là ác quỷ với nhiều tên gọi: Azazel, Semihazah, Duma, Keriel, Mastema, Beliar, Gadreel, Beelzebub nhưng nổi tiếng nhất là cái tên Satan. Rất nhiều nhân vật phản diện sau này của Marvel đều công nhận điều đó.
Khi Raven mang thai, chồng cô ta nghi ngờ và đòi xét nghiệm máu xem đứa trẻ là con ai. Cô ấy giết chồng và chôn anh ta. Khi hạ sinh ra một bé trai da xanh, mắt vàng, tai nhọn, dân chúng cho hai mẹ con là ác quỷ và đòi giết họ. Raven bỏ trốn và bỏ rơi con mình. Cậu bé sau được nuôi dạy bởi một phù thủy Gypsy (một tộc người Ấn) tên Margali Szardos và được đặt tên là Kurt Wagner.

### Rogue và hội Brotherhood
Raven sau đó trở thành mẹ nuôi của Rogue - một cô bé vừa bỏ nhà vào sống một mình trong rừng với khẩu súng săn và không tin tưởng bất kỳ ai. Destiny đoán được tầm quan trọng của cô và khuyên Raven nuôi nhận cô bé. Bất chấp sự không tin tưởng của Rogue, Raven đã nuôi dưỡng và bảo vệ cô gần mười năm.
Raven đã giấu năng lực của mình và trong nhiều năm sau, Raven đã hoạch định một kế hoạch phạm tội. Cô ta được cho đảm nhận làm người đại diện quản lý Cơ quan Nghiên cứu phát triển Vũ khí(DARPA) ở Bộ vũ khí Hoa Kỳ. Vị trí này giúp cô tiếp cận với các bí mật quân sự và các tiến bộ vũ khí, giúp cô ta phát triển kế hoạch của mình.
Để giúp mình, Raven lập một nhóm là Brotherhood of Evil Mutants(BOEM) gồm cô ta,Avalanche,Blob, Destiny và Pyro. Hội này mau chóng nổi tiếng khi đe dọa chính phủ ám sát thượng nghị sĩ Robert Kelly - một người chống dị nhân. Các X-men đã ngăn cản họ và hai bên có nhiều cuộc đụng độ sau này.
Rogue sau khi được huấn luyện cũng gia nhập nhóm này và tỏ ra là thành viên rất nguy hiểm, nhờ cô, Brotherhood hầu như đánh thắng hội Avengers. Trong cuộc đụng độ này, Rogue định hấp thu Ms Marvel và thành công. Nhưng sau đó cô bị ký ức của Ms Marvel ám ảnh. Lo sợ đánh mất mình, Rogue tìm đến giáo sư x và được nhận luôn vào học viện Xavier. Nghĩ rằng Rogue ra đi là do bị giáo sư tẩy não, Raven mở một cuộc tấn công vào các X-men. Rogue ngăn cản bà ta và giải thích tất cả. Raven đau đớn và thất vọng, cuối cùng Rogue phải thuyết phục Raven rằng giáo sư Xavier là người duy nhất có thể giúp Rogue trở lại bình thường, Raven chấp nhận cho Rogue ở lại với các X-men. Dù vẫn thân thiết và hay giúp đỡ Rogue nhưng Raven rất căm tức giáo sư X.

### Freedom Force
Sau đó, tư tưởng căm ghét dị nhân trong cộng đồng dâng cao. Nhiều quốc gia tiến hành kế hoạch mật chống dị nhân, kế hoạch Wideawake. Tin rằng nếu cứ thế này sẽ rất nguy hiểm cho Brotherhood, Raven đến tìm tiến sĩ Valerie Cooper của Hội đồng an ninh quốc gia bày tỏ ý định cho Brotherhood nằm dưới sự phục vụ chính phủ. Valerie đồng ý với điều kiện hội phải bắt Magneto. Hội sau cũng bắt được, đơn giản là vì Magneto tự ý thua cuộc nhằm chuẩn bị cho một kế hoạch nào đó của ông ta. Sau đó, Brotherhood đổi thành Freedom Force và nhận được đặc xá của chính phủ, nhưng đặc xá sẽ bị rút lại nếu các thành viên lại phạm tội. Hội phục vụ cho chính phủ cho đến khi họ tham gia một nhiệm vụ thảm khốc khiến hai thành viên của họ là Stonewall và Destiny thiệt mạng. Nỗi đau mất người yêu làm thành một vết sẹo trong tâm hồn Raven và nó không bao giờ lành lại.

### X-Factor
Vài tháng sau, Raven thất bại trong việc giết kẻ đã giết Destiny là Legion. Cô bị cấy vào não một thiết bị của Forge nhằm kiểm soát cô. Rồi cô tham gia nhóm dị nhân được chính phủ tài trợ X-Factor sau khi bị bắt vì đã cố làm nổ một cái đập. Nhưng thực tế chính Chính phủ Mỹ đã làm việc đó nhằm đổ tội cho cô. Sau đó, Sabretooth được thêm vào nhóm - với tư cách điệp viên ngầm nhằm giết Raven ngăn cản cô ta tiết lộ bí mật đó. Cô ta cũng phát triển tình cảm với đội trưởng Forge dù anh ta sau này nghĩ rằng cô chỉ lợi dụng anh ta.
Sau này còn lôi kéo thêm con trai cô là Craydon Creed vào cuộc. Anh ta muốn bước vào chính trường với lập trường chống dị nhân. Cùng lúc này, Raven phát hiện Destiny đã kết hôn nhưng ly thân nhưng có một người con đã trưởng thành là dị nhân. Graydon bị một dị nhân cắn trong cuộc họp với Friends of Humanity. Raven đã điên tiết muốn giết anh ta nhưng sau đó cô nhận được một lá thư của các bạn anh ta xúi cô giết anh ta. Raven cố thông báo cho con mình biết sự phản bội của bạn bè nhưng thất bại. Graydon bị giết và việc này làm dấy lên làn sóng chống dị nhân. Cùng lúc, Sabretooth bắt đầu sát hại các thành viên X-Factor như nhiệm vụ anh ta được giao. Dù có thể bỏ mặc nhưng Raven vẫn chiến đấu chống Sabretooth. Sau đó, cô gọi cấp cứu cho các đồng đội rồi bỏ trốn vì mặc cảm Sabretooth đã làm họ bị thương.
Raven sau đó sống trong nhân dạng của Mallory Brickman, vợ một thương nghị sĩ và yêu cầu FBI điều tra cái chết của con trai và tìm Sabretooth. Cô ta cùng phụ tá Toad tấn công vào căn cứ chính phủ nhưng bị bọn người máy đánh bại. Sau đó, Raven trốn sang châu Âu và cuộc đời cô chuyển sang trang mới. Trong khi đang đi ngoài bãi biển với nhân dạng một phụ nữ tóc vàng, cô lọt vào tầm ngắm của một nhiếp ảnh gia và anh ta đề nghị cô làm người mẫu. Cô nhanh chóng trở thành siêu mẫu. Dùng số tiền kiếm được, Raven mua một căn hộ sang trọng ở New York và mua một cái kính viễn vọng để ngắm thành phố. Sai lầm khủng khiếp khi những kẻ ủng hộ Apocalypse đang âm mưu tạo ra một cỗ máy giúp hắn hồi sinh ở một căn nhà gần đó nhìn thấy cô với cái kính viễn vọng đã lo lắng và ngụy tạo giấy tờ rằng cô là một sát thủ ở Nhật. Nhờ Rogue và Shadowcat, Raven lại trong sạch và ra đi khỏi thành phố. Trước khi đi, Shadowcat phát hiện quyển nhật ký Destiny được viết trước khi bà chết.

### Thất bại
Raven rồi cũng khám phá ra âm mưu chống lại dị nhân của chính phủ Mỹ, nó gây cho Raven một rắc rối lớn. Trong khi đang bình luận trong nhân dạng của một kẻ có dính dáng tới cái chết của Graydon và âm mưu giết cô bằng Sabretooth, Raven bỗng nhiên mất năng lực ngay giữa một văn phòng nhộn nhịp. Bị bắt, cuộc sống của Raven sau đó bị xé vụn khi chính phủ tiêu hủy hết các nhân dạng mà cô ta từng có cũng như phong tỏa tài sản mà cô đã kiếm được trong nhiều năm. Không còn chỗ dựa, mất cả năng lực và sự tự do làm Raven chửi mắng bất kì ai ở gần cô ta. Tệ hơn khi Rogue lo ngại sự giận dữ của mẹ nuôi nên đã từ chối tiết lộ các X-men đang đấu với High Evolutionary - kẻ có thể giúp các dị nhân lấy lại năng lực. Cuối cùng các X-men chiến thắng và cho phép Raven được trốn khỏi nhà tù.
Sau đó Raven bị đẩy về quá khứ trên một con tàu của X-factor. Ở đây cô được giao phải giết Graydon, ban đầu từ chối nhưng sau đó cô lại đồng ý và giết con mình! Sau đó Raven khám phá ra Destiny là một trong những thành viên nền của phong trào chống dị nhân. Raven sau đó tốn nhiều năm chiến đấu và can thiệp y học vào các dị nhân trẻ nhằm làm biến dạng năng lực của chúng. Điều này cho thấy Raven lại bắt đầu trở nên điên rồ với ý nghĩ thay đổi lịch sử. Rồi cô ta lại lo sợ bị giết nên tập hợp các Brotherhood lại lên kế hoạch ám sát thương nghị sĩ Robert Kelly, rồi bắt cóc Moira Mc Taggart và đóng giả cô ta nhằm tiếp cận với một thí nghiệm của cô ta là virus Legacy. Với dự định dùng nó làm vũ khí sinh học tấn công con người lẫn dị nhân, Raven thu nhập từ tài liệu sách báo và vô tình phát hiện ra những điều Moira đã bỏ qua khi nghiên cứu và đạt được thành công hơn nữa. Kế hoạch ám sát thất bại khi Pyro phản bội cứu mạng Kelly. Raven cho nổ tung phòng thí nghiệm của Moira và làm mất năng lực của Wolfsbane - con gái nuôi của Moira bằng khẩu súng đặc biệt của Forge. Rogue đến và ngăn cản Raven. Nhận thấy Raven đang bị bệnh nên Rogue muốn giúp cô ta. Giả vờ nhận sự giúp đỡ, Raven đâm vào bụng Rogue. Nhờ đã hấp thu Wolverine, Rogue không chết và nhân dịp Raven đang lo nhìn các X-men khác mà Rogue đã tấn công ngược lại. Raven được đưa cấp cứu và tiết lộ với các X-men rằng Destiny đã từng tiên đoán về một tương lai thảm khốc cho dị nhân và mọi điều cô làm chỉ để ngăn chặn nó, các dị nhân phải có quyền sống và bọn người đã ruồng bỏ dị nhân phải bị trừng phạt. Raven lại bị vào tù nhưng nhanh chóng trốn thoát. Cô ta liên kết với Lady Mastermind nhằm giành quyền lãnh đạo một đội quân có tên X-Corps của Banshee. Được trang bị một dụng cụ giúp cô ta tạo ra điện khiến cô ta gia nhập X-Corps với tư cách anh hùng và con gái Mastermind đã điều khiển suy nghĩ của các thành viên X-Corps, Raven lật đổ Banshee và rạch họng anh ta.

### Điệp viên hai mang
Charles Xavier tiết lộ thân phận điệp viên của người quá cố Prudence Leighton và bảo Raven cô là người duy nhất có thể hoàn thành nhiệm vụ. Sau đó Xavier yêu cầu Magneto cứu Raven khỏi bị tử hình bởi Johny Kitano, một quan tòa xét xử các tội phạm chống con người và dị nhân. Lúc này, Raven khẳng định đã có một người giả mạo cô lãnh đạo Brotherhood đi ám sát Moira và thâm nhập X-Corps. Dù cô ta nói gì, mọi việc vẫn như thế và Giáo sư X cũng như Raven chưa bao giờ tin tưởng nhau. Nhưng khi Raven hoàn thành nhiệm vụ mà không giết ai, giáo sư giúp Raven trốn khỏi bị hành quyết. Làm việc cùng giáo sư còn có Forge, người tình trước đây của Raven ở X-Factor.
Một kẻ thù cũ của Xavier là Quiet Man thực sự là Prudence đang ẩn trong cơ thể của kẻ giết cô đã tấn công Raven và thỏa hiệp sẽ giúp cô tránh sự truy sát của chính quyền bằng một máy truyền nhiễu giống như của giáo sư nếu cô giết Xavier. Nghĩ ra một kế hoạch có thể lợi dụng cả hai người, cô định sẽ cố thử giết giáo sư nhưng bí mật hợp tác với dị nhân ăn trộm Fantomex nhằm làm Quiet man tin tưởng và làm việc với cô. Nhưng các X-men thì lại tin Raven thực sự muốn giết giáo sư và đòi đuổi cô đi. Rogue không muốn nhận Raven làm mẹ nữa và gọi cô là con quỷ dù Raven đã cố giải thích. Cuối cùng Raven nhảy qua cửa sổ và trốn đi. Cô gặp chiến đấu và giết Quite man, khám phá cái máy hắn nói là đồ giả. Forge bắt gặp Raven đang cố trộm cái máy truyền nhiễu của anh ta và cả hai đã cãi nhau. Anh ta đã nói không muốn gặp cô nữa. Sau khi hôn tạm biệt, Raven ra đi. Lúc này Forge mới phát hiện, cái máy của anh ta đã bị tráo.

### Gia nhập X-men
Raven sau đó trà trộn vào học viện Xavier với nhân dạng Foxx. Mục đích của cô là quyến rũ Gambit nhằm để Rogue đến với Augustus, một dị nhân mà cô cho rằng sẽ đem đến hạnh phúc cho Rogue. Trước sự tấn công của Foxx, Gambit vẫn kháng cự. Raven hiện nguyên hình và biến thành Rogue, bảo anh ta rằng bây giờ thì dù anh ta làm chuyện ấy, anh ta cũng không lừa dối Rogue. Khi Emma Frost phát hiện ra thân phận của Foxx, Raven nói rằng cô chỉ đang cô đơn và muốn tham gia X-men. Emma còn phát hiện ra Gambit đã phát hiện ra sự thật từ lâu nhưng không nói. Khiến Rogue tức giận cho rằng Gambit đã yêu Raven. Raven không tiết lộ có làm chuyện đó với Gambit hay không nhưng bảo rằng anh ta thực sự yêu Rogue và xứng đáng được cô đối xử tốt hơn. Các X-men bỏ phiếu và Raven trở thành thành viên tập sự dù Rogue bỏ phiếu trống. Trong khi Raven ra ngoài để mọi X-men bỏ phiếu, Decimation, người đã gia nhập và mang theo Augustus-Pulse, khi nắm giữ tầm quan trọng trong việc hạ bệ Apocalypse nói rằng đây có lẽ là cơ hội cho sự thay đổi của Raven. Rogue có vẻ hơi tin và gọi Raven vào đội của mình để tiện việc giám sát Raven.

### Độc lập
Trong thời gian ở đội X-men, Raven lại nảy sinh một chút tình cảm với Iceman nhưng mối quan hệ này không tiến xa thêm khi Rogue bị nhiễm một loại virus lạ và hôn mê. Dù sau đó tỉnh lại, Rogue vẫn mang virus trong người và có thể sẽ chết. Khi nhóm X-men đến căn hộ xưa của Mystique để tìm nhật ký Destiny, Mystique cùng 2 X-men là Lady Mastermind và Omega Sentinel tiết lộ mình là gián điệp của Mr Sinister. Raven bắn Rogue và mang cô về căn cứ ở đảo Muir. 
Sau khi Mr Sinister thành công trong việc bắt được em bé M-day, Raven lại trở mặt khi giết Sinster bằng cách ép ông ta chạm vào Rogue. Raven sau đó tiết lộ với Gambit rằng cô ta từng đọc nhật ký Destiny và biết chỉ có đứa bé này mới cứu được Rogue. Sau khi cho đứa bé chạm vào Rogue, Rogue bừng tỉnh. Dù đứa bé vô sự nhưng Rogue tức giận hành động của Raven và lấy hết ký ức của Raven. 
- Mystique hiện xuất hiện trong serie "Wolverine" tiết lộ về chuyện quá khứ của cô và Wolverine cũng như cuộc đuổi bắt hiện tại của 2 người.

## Các bản thể khác

### Age of apocalypse
Raven là một phụ nữ nguy hiểm. Cô ta có nhiệm vụ đưa dân tị nạn đến Avalon. Cô ta đặt ra một bảng thuế nặng nề cho dân tị nạn. Một dịch bệnh đã đánh thức lương tâm cô ta và cô ta không đến Avalon nữa. Cuối cùng gác lại quá khứ cô cùng con trai Nightcrawler chống lại các tay sai của Apocalypse, Pale Riders và Shadow king.

### Ultimate Marvel
Raven là người yêu của giáo sư X nhưng vì sự xuất hiện của Emma Frost mà giáo sư bỏ rơi cô. Thù hận, Raven trở thành bề tôi trung thành của Magneto và giúp ông ta cứu Trikelion. Cô là một trong số ít người biết phần tối bên trong giáo sư X.

## Các bản thể màn ảnh

### X-men Evolution
Mystique trong thân phận hiệu trưởng Irene Adler đã bí mật tập hợp 1 nhóm học sinh cá biệt gồm Avalanche, Blob, Toad, Quicksilver và Rogue thành nhóm Brotherhood of Evil Mutants. Sau đó tiết lộ cô ta làm việc cho Magneto. Nhưng sau một thất bại, Raven bị Magneto bỏ rơi và từ đó cô ta hoạt động độc lập, chuyên gây hấn và trả thù các X-men.
Mystique lợi dụng Rogue đánh thức Apocalypse nhưng không ngờ bị biến thành đá. Nightcrawler đã mang tảng đá về nhưng bức tượng bị Rogue xô xuống vực và vỡ tan. Nhưng cô ta lại hồi sinh như một Kỵ sỹ của Apocalypse. Khi Apocalypse thất bại, Mystique trở lại bình thường nhưng bị hắt hủi bởi 2 người con của mình.

### X-men movie
Mystique là thành viên trợ thủ đắc lực của Magneto cho đến khi cô ta bị mất năng lực vì liều thuốc hóa giải. 
Các mối quan hệ mẹ con của Mystique và Nightcrawler cũng như Rogue đều không được nhắc đến.